# La Plata (Missouri)
La Plata è un comune degli Stati Uniti d'America, situato nello Stato del Missouri, nella contea di Macon.